# Earliest of All
Earliest of All es una variedad cultivar de ciruelo (Prunus salicina), de las denominadas ciruelas japonesas (aunque las ciruelas japonesas en realidad se originaron en China, fueron llevadas a los EE. UU. a través de Japón en el siglo XIX).
Una variedad que fue importada por H. H. Berger de San Francisco desde Japón con el nombre de "Yosebe", que luego se cambió a "Yosobe", y en 1897 L. H. Bailey dio a la variedad el nombre de 'Earliest of All'.
Las frutas son de tamaño muy pequeño, redondeadas, piel firme con un color rojo rosado claro u oscuro, cubiertas con una pruina fina, y pulpa de color amarillo claro, textura más bien seca, suave, y sabor de calidad inferior, en general de mala calidad, su único atractivo el de ser de una maduración extra temprana. Tolera las zonas de rusticidad según el departamento USDA, de nivel 5 a 9.

## Sinonimia
- "Earliest of All",
- "Wasse Sumomo",
- "Yosobe",
- "Yosete",
- "Yosebe".

## Historia
La variedad de ciruela 'Earliest of All', fue importada por H. H. Berger de San Francisco desde Japón con el nombre de "Yosebe", que luego se cambió a "Yosobe", y en 1897 L. H. Bailey dio a la variedad el nombre de 'Earliest of All' para evitar la confusión en la nomenclatura anterior. El "Wasse Sumomo" presentado por J. L, Normand, Marksville (Luisiana), en 1895, es el más antiguo de todos. La variedad puede tener algún valor debido a su extrema precocidad. Sin embargo, es demasiado pequeño, de color demasiado poco atractivo y de muy mala calidad para ser otra cosa que una ciruela de cocina.
La ciruela 'Earliest of All' está descrita por: 1. Gard. Mon. 368. 1887. 2. Cornell Sta. Bul. 62:32, 1894. 3. Normand Cat. 2. 1895-96.  4. Thomas Am. Fruit Cult, 516. 1897. 5. Cornell Sta. Bul. 175:130, fig. 24. 1899. 6. Waugh Plum Cult. 135. 1901.

## Características
'Earliest of All' es un árbol de tamaño mediano en tamaño y vigor, vasiforme, improductivo; ramitas de color rojo oscuro, marcadas con una gruesa piel de bufanda, temporada de floración temprana; flores que aparecen antes que las hojas, blancas con un poco de rosa; llevado en tríos y cuartetos, que tiene un tiempo de floración que comienza a partir del 9 de abril con el 10% de floración, para el 18 de abril tiene una floración completa (80%), y para el 21 de abril tiene un 90% de caída de pétalos.
'Earliest of All' tiene una talla de fruto muy pequeño, de forma redondeadas o redondeadas oblongas, sutura ventral ancha, roma, poco profunda; epidermis tiene una piel firme, con un color rojo rosado claro u oscuro, cubiertas con una pruina fina; pulpa de color amarillo claro, textura más bien seca, suave, y sabor de calidad inferior, en general de mala calidad, su único atractivo el de ser de una maduración extra temprana.
Hueso adherida, de tamaño pequeño, aplanada, ovalada.
Su tiempo de recogida de cosecha se inicia en su maduración muy temprano en la tercera decena de junio, a primera decena de julio.

## Usos
Las ciruelas 'Earliest of All' de muy mala calidad, son buenas aprovachables en postres de cocina como tartas y pasteles, y se  utilizan comúnmente para hacer conservas y mermeladas.